# Речка Выдрино
Ре́чка Вы́дрино (бур. Халюута гол) — посёлок в Кабанском районе Бурятии. Входит в сельское поселение «Выдринское».

## География
Посёлок расположен в 18 км к северо-востоку от центра сельского поселения, села Выдрино, на левом берегу реки Выдриная, в 600 метрах выше места её впадения в озеро Байкал. Через посёлок проходит федеральная автомагистраль Р258 «Байкал», к северу близ устья Выдриной находится остановочный пункт Речка Выдрино Восточно-Сибирской железной дороги на Транссибирской магистрали.

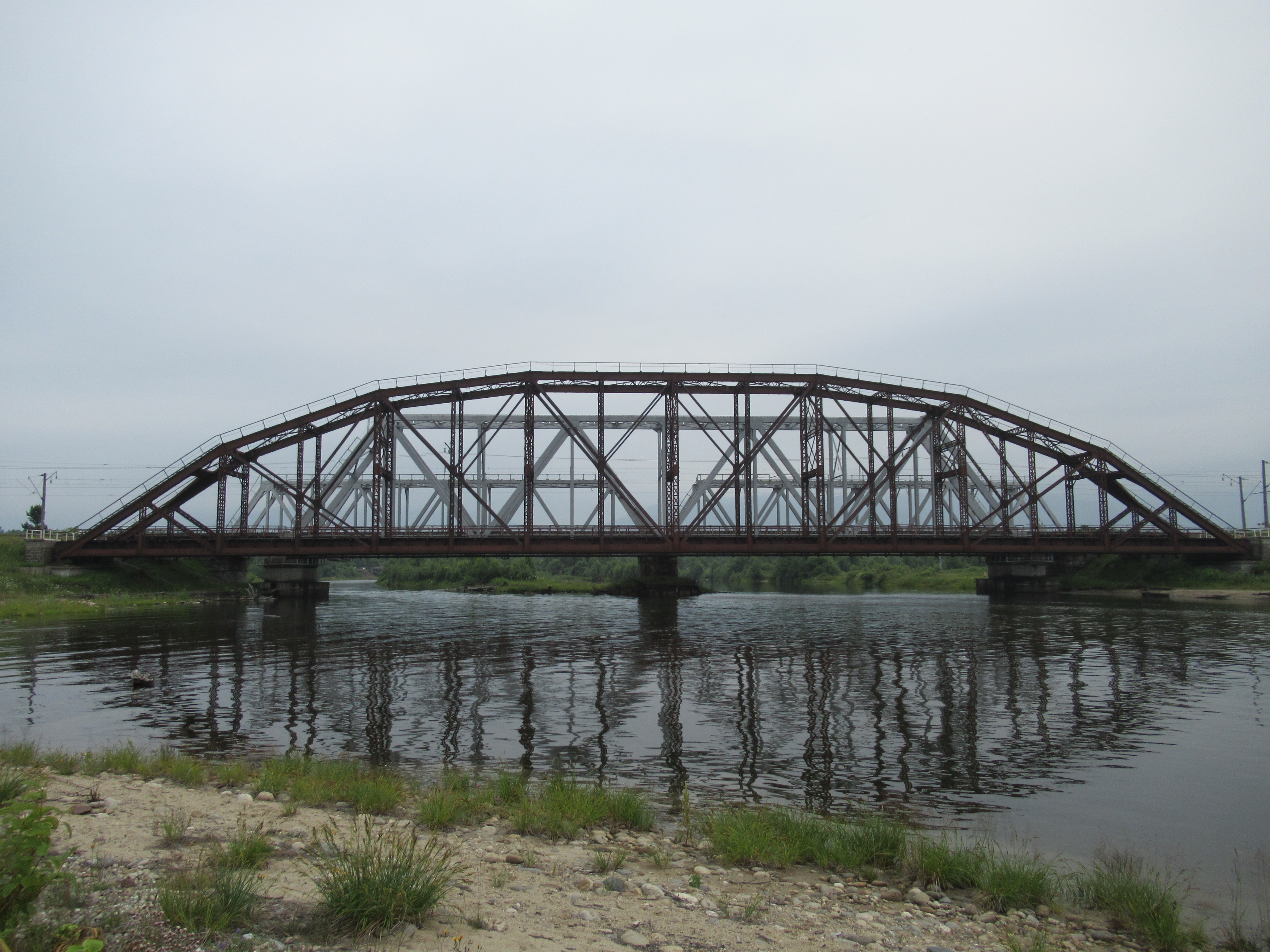

## Население
| 2002 | 2010 |
| ---- | ---- |
| 8    | →8   |